# All-Star Game de la NBA 2002
El All-Star Weekend de la NBA del 2002 se disputó en el First Union Center de la ciudad de Filadelfia durante el fin de semana del 8 al 10 de febrero de 2002.
El viernes se disputó el partido de los Rookies y los Sophomores con victoria para los novatos por 103-97.
El sábado se disputaron los concurso de mates y triples así como un torneo 3 contra 3 a media pista entre cuatro equipos formados por una vieja estrella, un jugador actual, una jugadora de la WNBA y un famoso. El domingo se disputó el partido de las estrellas entre el Este y el Oeste con victoria del Oeste por 135 a 120.

## Viernes

### Rookie Challenge
- Rookies 103-97 Sophomores

| Rookies Plantilla 2002 |    |                           |                  |                         |
| B                      | 23 | Bandera de Estados Unidos | Jason Richardson | (Golden State Warriors) |
| B                      | 11 | Bandera de Estados Unidos | Jamaal Tinsley   | (Indiana Pacers)        |
| P                      | 16 |                           | Pau Gasol        | (Memphis Grizzlies)     |
| A                      | 31 | Bandera de Estados Unidos | Shane Battier    | (Memphis Grizzlies)     |
| P                      | 33 |                           | Brendan Haywood  | (Washington Wizards)    |
| P                      | 11 |                           | Zeljko Rebraca   | (Detroit Pistons)       |
| B                      | 9  | Bandera de Francia        | Tony Parker      | (San Antonio Spurs)     |
| B                      | 2  |                           | Joe Johnson      | (Boston Celtics)        |
| A                      | 47 | Bandera de Rusia          | Andréi Kirilenko | (Utah Jazz)             |

| Sophomores Plantilla 2002 |    |                           |                    |                        |
| E                         | 23 |                           | Quentin Richardson | (Los Angeles Clippers) |
| E                         | 33 | Bandera de Estados Unidos | Mike Miller        | (Orlando Magic)        |
| A                         | 4  | Bandera de Estados Unidos | Kenyon Martin      | (New Jersey Nets)      |
| A                         | 54 | Bandera de Estados Unidos | Lee Nailon         | (Charlotte Hornets)    |
| P                         | 31 | Bandera de Estados Unidos | Chris Mihm         | (Cleveland Cavaliers)  |
| A                         | 21 | Bandera de Estados Unidos | Marcus Fizer       | (Chicago Bulls)        |
| A                         | 23 |                           | Darius Miles       | (Los Angeles Clippers) |
| A                         | 24 |                           | Desmond Mason      | (Seattle Supersonics)  |
| AP                        | 15 | Bandera de Turquía        | Hedo Turkoglu      | (Sacramento Kings)     |

- MVP del partido: Jason Richardson

## Sábado

### 3 contra 3
- Houston Rockets (Cuttino Mobley, Tina Thompson, Kenny Smith y Jamie Foxx)
- Los Angeles Lakers (Magic Johnson, Lisa Leslie, Derek Fisher y Brian McKnight)
- Philadelphia 76ers (Eric Snow, Dawn Staley, Moses Malone y Justin Timberlake)
- Equipo internacional (Hedo Turkoglu, Ticha Penicheiro, Sarunas Marciulionis y Tom Cavanagh)
  - VENCEDOR: Equipo internacional

### Concurso de Triples
- Ray Allen (Milwaukee Bucks)
- Mike Miller (Orlando Magic)
- Steve Nash (Dallas Mavericks)
- Wesley Person (Cleveland Cavaliers)
- Paul Pierce (Boston Celtics)
- Quentin Richardson (Los Angeles Clippers)
- Steve Smith (San Antonio Spurs)
- Peja Stojakovic (Sacramento Kings)
  - VENCEDOR: Peja Stojakovic

### Concurso de Mates
|  | Semifinales | Semifinales                     | Semifinales    |                |                  | Final            | Final | Final |  |
|  |             |                                 |                |                |                  |                  |       |       |  |
|  |             |                                 |                |                |                  |                  |       |       |  |
|  | 1           | Desmond Mason (Seattle)         | 84             |                |                  |                  |       |       |  |
|  | 1           | Desmond Mason (Seattle)         | 84             |                |                  |                  |       |       |  |
|  | 4           | Jason Richardson (Golden State) | 98             |                |                  |                  |       |       |  |
|  | 4           | Jason Richardson (Golden State) | 98             |                | Jason Richardson | Jason Richardson | 85    |       |  |
|  |             |                                 |                |                | Jason Richardson | Jason Richardson | 85    |       |  |
|  |             |                                 | Gerald Wallace | Gerald Wallace | 80               |                  |       |       |  |
|  | 3           | Steve Francis (Houston)         | Gerald Wallace | Gerald Wallace | 80               | 77               |       |       |  |
|  | 3           | Steve Francis (Houston)         |                |                |                  | 77               |       |       |  |
|  | 2           | Gerald Wallace (Sacramento)     | 84             |                |                  |                  |       |       |  |
|  | 2           | Gerald Wallace (Sacramento)     | 84             |                |                  |                  |       |       |  |
|  |             |                                 |                |                |                  |                  |       |       |  |

## Domingo

### All-Star Game
- Conferencia Este 120-135 Conferencia Oeste

| Conferencia Este Plantilla 2002 |    |                                |                     |                      |
| P                               | 55 | Bandera de República del Congo | Dikembe Mutombo     | (Philadelphia 76ers) |
| E                               | 23 |                                | Michael Jordan      | (Washington Wizards) |
| E                               | 34 |                                | Ray Allen           | (Milwaukee Bucks)    |
| B                               | 3  |                                | Allen Iverson       | (Philadelphia 76ers) |
| B                               | 5  |                                | Jason Kidd          | (New Jersey Nets)    |
| A                               | 3  |                                | Shareef Abdur-Rahim | (Atlanta Hawks)      |
| E                               | 1  |                                | Tracy McGrady       | (Orlando Magic)      |
| P                               | 7  |                                | Jermaine O'Neal     | (Indiana Pacers)     |
| A                               | 8  |                                | Antoine Walker      | (Boston Celtics)     |
| A                               | 34 |                                | Paul Pierce         | (Boston Celtics)     |
| P                               | 33 |                                | Alonzo Mourning     | (Miami Heat)         |
| B                               | 5  |                                | Baron Davis         | (Charlotte Hornets)  |

| Conferencia Oeste Plantilla 2002 |    |                                |                  |                          |
| AP                               | 4  |                                | Chris Webber     | (Sacramento Kings)       |
| E                                | 8  | Bandera de Estados Unidos      | Kobe Bryant      | (L.A. Lakers)            |
| B                                | 13 |                                | Steve Nash       | (Phoenix Suns)           |
| AP-P                             | 21 |                                | Tim Duncan       | (San Antonio Spurs)      |
| B                                | 3  |                                | Steve Francis    | (Houston Rockets)        |
| AP                               | 21 |                                | Kevin Garnett    | (Minnesota Timberwolves) |
| B                                | 20 |                                | Gary Payton      | (Seattle Supersonics)    |
| A                                | 42 |                                | Elton Brand      | (Los Angeles Clippers)   |
| A/AP                             | 41 | Bandera de Alemania            | Dirk Nowitzki    | (Dallas Mavericks)       |
| A                                | 10 |                                | Wally Szczerbiak | (Minnesota Timberwolves) |
| E-A                              | 16 | Bandera de Serbia y Montenegro | Peja Stojakovic  | (Sacramento Kings)       |

- MVP del Partido: Kobe Bryant